# Letland op het Eurovisiesongfestival 2013

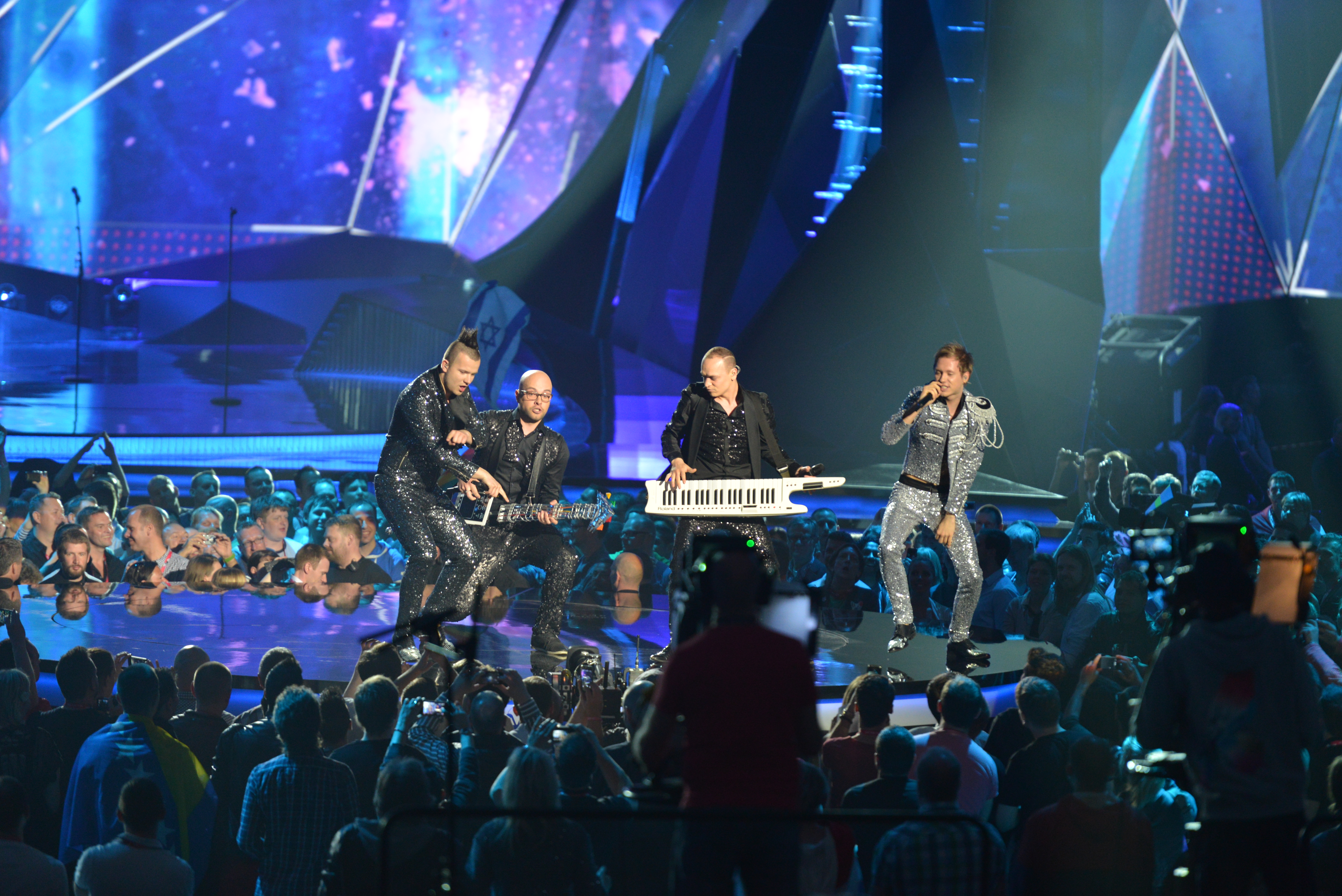
PeR met Here we go op het Eurovisiesongfestival 2013

Letland nam deel aan het Eurovisiesongfestival 2013 in Malmö, Zweden. Het was de 14de deelname van het land op het Eurovisiesongfestival. LTV was verantwoordelijk voor de Letse bijdrage voor de editie van 2013.

## Selectieprocedure
De Letse openbare omroep startte de inschrijvingen op 19 oktober 2012. Geïnteresseerden kregen tot 30 november de tijd om een inzending in te sturen. Artiesten moesten over de Letse nationaliteit beschikken, componisten mochten wel uit het buitenland komen. Er werden in totaal 122 nummers ontvangen, 51 meer dan het voorgaande jaar. Een interne jury koos vervolgens 24 acts die mochten aantreden in de nationale preselectie.
Er werden twee halve finales georganiseerd in de eerste helft van februari, en dit telkens in Palladium Rīga. Op 12 december 2012 werden de 24 gelukkigen bekendgemaakt door LTV. Ook werd duidelijk dat de nationale preselectie een nieuwe naam kreeg: Eirodziesma werd ingekort tot Dziesma. Van de twaalf deelnemers kwalificeerde telkens de helft zich voor de grote finale. Die finale volgde op zaterdag 16 februari 2013, live vanuit het Ventspils Theatre House te Ventspils. Ook in 2012 vond de finale plaats in Ventspils. Uiteindelijk won PeR Dziesma 2013 met het nummer Here we go. Opvallend: PeR nam met twee nummers deel aan Dziesma 2013, die allebei de finale haalden. Sad trumpet eindigde op de tiende plaats. Here we go eindigde in de tweede halve finale slechts op de derde plaats, maar won uiteindelijk dus wel de finale.

## Dziesma 2013

### Eerste halve finale
8 februari 2013
| Plaats | Artiest                             | Lied                 | Jury | Publiek | Totaal |
| ------ | ----------------------------------- | -------------------- | ---- | ------- | ------ |
| 1      | Samanta Tīna                        | I need a hero        | 3    | 1       | 4      |
| 2      | PeR                                 | Sad trumpet          | 2    | 3       | 5      |
| 3      | Liene Candy                         | Higher and higher    | 1    | 5       | 6      |
| 4      | Sabīne Berezina                     | Upside down          | 6    | 2       | 8      |
| 5      | Antra Stafecka                      | When you are with me | 5    | 7       | 12     |
| 6      | Headline                            | Love                 | 4    | 8       | 12     |
| 7      | Pieneņu Vīns                        | Better than you      | 7    | 6       | 13     |
| 8      | Liene Matveja & Baiba Reine         | Love responder       | 12   | 4       | 16     |
| 9      | Olafs Bergmanis & The Random People | Never let me go      | 10   | 9       | 19     |
| 10     | Ivo Grīsniņš Grīslis                | Give me a try        | 9    | 11      | 20     |
| 11     | Fox Lima                            | Tirpini              | 8    | 12      | 20     |
| 12     | Dominic Okolue                      | Good woman           | 11   | 10      | 21     |

### Tweede halve finale
9 februari 2013
| Plaats | Artiest                   | Lied                           | Jury | Publiek | Totaal |
| ------ | ------------------------- | ------------------------------ | ---- | ------- | ------ |
| 1      | Niko                      | One                            | 3    | 1       | 4      |
| 2      | Marta Ritova              | I am who I am                  | 2    | 2       | 4      |
| 3      | PeR                       | Here we go                     | 1    | 3       | 4      |
| 4      | Pieneņu Vīns              | The one                        | 7    | 5       | 12     |
| 5      | Dāvids Kalandija & Dināra | Fool in love                   | 8    | 6       | 14     |
| 6      | Ieva Sutugova             | Cold heart                     | 6    | 8       | 14     |
| 7      | Rūta Dūduma               | Here I am                      | 4    | 10      | 14     |
| 8      | Mārtiņš Ruskis & 4 Vēji   | Joey                           | 11   | 4       | 15     |
| 9      | Aiwink                    | Now or never                   | 10   | 7       | 17     |
| 10     | Framest                   | Let the night belong to lovers | 5    | 12      | 17     |
| 11     | Kristīne Šomase           | Phoenix fly                    | 9    | 9       | 18     |
| 12     | Andris Kivičs             | Hey hey!                       | 12   | 11      | 23     |

### Finale
16 februari 2013
| Plaats | Artiest                   | Lied                 | Jury | Publiek | Totaal |
| ------ | ------------------------- | -------------------- | ---- | ------- | ------ |
| 1      | PeR                       | Here we go           | 1    | 1       | 2      |
| 2      | Samanta Tīna              | I need a hero        | 2    | 2       | 4      |
| 3      | Marta Ritova              | I am who I am        | 3    | 4       | 7      |
| 4      | Antra Stafecka            | When you are with me | 4    | 5       | 9      |
| 5      | Headline                  | Love                 | 7    | 6       | 13     |
| 6      | Niko                      | One                  | 11   | 3       | 14     |
| 7      | Liene Candy               | Higher and higher    | 5    | 9       | 14     |
| 8      | Ieva Sutugova             | Cold heart           | 8    | 8       | 16     |
| 9      | Pieneņu Vīns              | The one              | 10   | 7       | 17     |
| 10     | PeR                       | Sad trumpet          | 6    | 12      | 18     |
| 11     | Dāvids Kalandija & Dināra | Fool in love         | 9    | 11      | 20     |
| 12     | Sabīne Berezina           | Upside down          | 12   | 10      | 22     |

Superfinale
| Plaats | Artiest      | Lied          | Jury | Publiek | Totaal |
| ------ | ------------ | ------------- | ---- | ------- | ------ |
| 1      | PeR          | Here we go    | 1    | 1       | 2      |
| 2      | Samanta Tīna | I need a hero | 3    | 2       | 5      |
| 3      | Marta Ritova | I am who I am | 2    | 3       | 5      |

## In Malmö
Letland trad in de tweede halve finale op donderdag 16 mei aan. Hier probeerde PeR een finaleplek te bemachtigen, wat niet lukte: Letland strandde in de halve finale op de zeventiende en laatste plaats, met 13 punten. Het was de derde keer in vijf jaar tijd dat Letland laatste eindigde in zijn halve finale.